# Municipio de Frederick (Dakota del Sur)
El municipio de Frederick (en inglés: Frederick Township) es un municipio ubicado en el condado de Brown en el estado estadounidense de Dakota del Sur. En el año 2010 tenía una población de 61 habitantes y una densidad poblacional de 0,66 personas por km².

## Geografía
El municipio de Frederick se encuentra ubicado en las coordenadas 45°48′26″N 98°32′20″O / 45.80722, -98.53889. Según la Oficina del Censo de los Estados Unidos, el municipio tiene una superficie total de 92.65 km², de la cual 92,65 km² corresponden a tierra firme y (0 %) 0 km² es agua.

## Demografía
Según el censo de 2010, había 61 personas residiendo en el municipio de Frederick. La densidad de población era de 0,66 hab./km². De los 61 habitantes, el municipio de Frederick estaba compuesto por el 95,08 % blancos, el 1,64 % eran amerindios y el 3,28 % eran de una mezcla de razas. Del total de la población el 0 % eran hispanos o latinos de cualquier raza.